# 宇佐別府道路

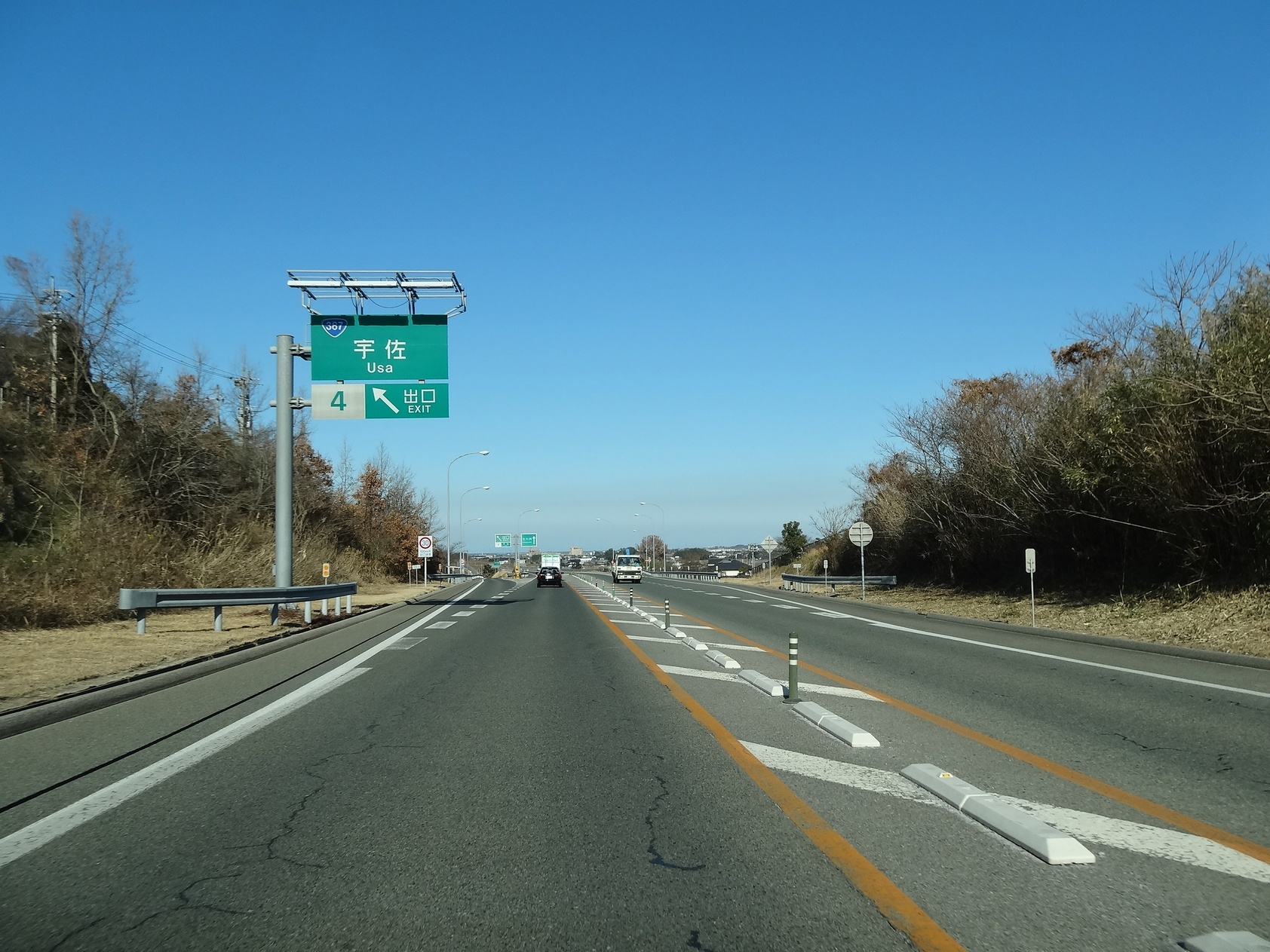
宇佐IC付近（中津方面）
宇佐料金所設置前

宇佐別府道路（うさべっぷどうろ）は、大分県の宇佐ICと速見ICを結ぶ延長22.4kmの一般国道10号バイパスである。全線が東九州自動車道に並行する一般国道自動車専用道路でもあり、西日本高速道路が一般有料道路として管理している。北大道路の一部を構成している。全国路線網の1つ。
ほぼ全線が山間部を通り、沿線沿いの地域は霧が発生しやすい。しばしば速度規制となり、視界が非常に悪いときは通行止めとなる事もある。
高速道路ナンバリングによる路線番号は「E10」が割り振られている。

## 概要
- 起点：大分県宇佐市大字山本
- 終点：大分県速見郡日出町大字南畑
- 全長：22.4km
- 規格：第1種第3級
- 道路幅員：20.5m
- 車線数：完成4車線（宇佐IC本線分岐部 - 院内IC間）、暫定2車線
- 設計速度：80km/h
- 全線が4車線化の優先整備区間等に指定され[2][3]、2025年現在、宇佐IC - 院内IC間本線部の4車線化事業が完了、宇佐料金所 - 宇佐IC分岐部間の4車線化事業が行われている。

## 沿革
- 1993年（平成5年）3月29日：院内IC - 速見IC開通。
- 1994年（平成6年）12月15日：全線開通。
- 2001年（平成13年）2月18日：大分農業文化公園IC供用開始。
- 2014年（平成26年）9月16日：院内ICに併設している「院内本線料金所」を廃止[4]し、翌9月17日より宇佐IC付近に設置する「宇佐料金所」を供用開始。この工事と同時に、宇佐別府道路のIC番号を速見起点の「1、1-1、2 - 4」から東九州道・苅田北九州空港IC起点の「9 - 13」に変更、大分農業文化公園ICの枝番を解消。
- 2015年（平成27年）3月1日：東九州道豊前IC - 宇佐IC間開通により、東九州道と接続。案内が「宇佐別府道路」から「東九州道（宇佐別府道路）」に改められている。
- 2016年（平成28年）11月30日：宇佐別府道路を含む東九州道に積雪時の冬用タイヤ規制を導入することを発表[5]。
- 2018年（平成30年）8月5日：速見IC - 大分道大分米良IC間の東九州道編入に際し、速見IC・由布岳SIC以北と日出JCT以南の双方でIC番号を連続したものに振り直すため、院内IC - 速見IC間のIC番号が「9-1 - 9-4」に変更される[6]。
- 2019年（平成31年/令和元年）9月4日：宇佐別府道路を含む東九州道の暫定2車線区間のうち、4車線化を優先整備するべき区間案を国土交通省が発表[2][3]。
- 2020年（令和2年）12月13日：「宇佐IC - 院内IC間4車線化等事業」着工。
- 2025年（令和7年）3月7日：宇佐IC - 院内IC間本線部の4車線化が完成。

## インターチェンジなど
- 全区間大分県内に所在。
- IC番号欄の背景色が■である部分については道路が供用済みの区間を示している。
また、施設名欄の背景色が■である部分は施設が供用されていない、または完成していないことを示す。
未開通区間の名称は仮称である。
- 開通から2014年9月16日まで、IC番号は速見IC起点で、キロポストは大分道（当時）日出JCT起点で割り振られていたが、国道10号のバイパスとして建設された経緯から道路の起点は一貫して宇佐側である。
- 路線名の特記がないものは市道。
- BSのうち、◆は休止中の施設。無印はBSなし。

| IC 番号                                                       | 施設名             | 接続路線名                                      | 宇佐 から (km) | 北九州 JCT から (km) | BS | 備考                                | 所在地 |
| ------------------------------------------------------------- | ------------------ | ----------------------------------------------- | -------------- | -------------------- | -- | ----------------------------------- | ------ |
| E10 東九州自動車道 北九州・中津方面                           |                    |                                                 |                |                      |    |                                     |        |
| 9                                                             | 宇佐IC             | 国道10号（宇佐道路） 県道625号宇佐インター線    | 0.0            | 61.4                 |    |                                     | 宇佐市 |
| 9-1                                                           | 院内IC/TB          | 国道387号                                       | 4.6            | 64.5                 |    | 大分方面出入口 2014年本線料金所廃止 | 宇佐市 |
| 9-2                                                           | 安心院IC           | 県道42号山香院内線                              | 9.8            | 69.7                 | 〇 |                                     | 宇佐市 |
| 9-3                                                           | 大分農業文化公園IC | 県道42号山香院内線（バイパス）                  | 16.1           | 76.0                 |    |                                     | 宇佐市 |
| 9-4                                                           | 速見IC             | 国道10号（E97 日出バイパス） 県道24号日出山香線 | 22.4           | 82.3                 |    |                                     | 日出町 |
| E10 東九州自動車道（旧・大分自動車道速見支線） 大分・佐伯方面 |                    |                                                 |                |                      |    |                                     |        |